# Англо-испанская война (1779—1783)
Англо-испанская война 1779—1783 годов (исп. Guerra anglo-española (1779—1783)) — вооруженный конфликт между Великобританией и Испанией, проходивший одновременно с Войной за независимость США. Конфликт велся как в Европе, так и в Америке. Завершился победой Испании, в результате чего Британская империя потеряла Флориду, Багамские острова, Менорку и Москитовый берег.

## Причины
Во время американской войны за независимость Франция и Испания с самого начала тайно поддерживала американских повстанцев поставками оружия и финансированием. Испанцы увидели в конфликте возможность компенсировать тяжелые территориальные потери, понесенные в конце предыдущей Семилетней войны. Первоначально поддержка Испанией американских революционеров выражалась в контрабанде оружия и необходимых военных материалов из портов Бильбао и Нового Орлеана. Испанские власти тайно предоставили американским повстанцам прямой доступ в богатый, ранее не доступный порт Гавана со статусом «наибольшего благоприятствования».
Только в июне 1779 года Испания почувствовала себя достаточно готовой объявить войну. 12 апреля 1779 года был подписан Аранхуэсский договор с Францией, уже находившейся в состоянии войны с англичанами в течение года, и Испания получила в обмен на вступление в конфликт обещание возвращения Испании территории Гибралтара, Менорки и Флориды.

## Ход войны
16 июня 1779 года, всего через несколько дней после объявления войны, испанская армия при поддержке флота, а затем французского контингента установила блокаду Гибралтара, начав «великую осаду» крепости. Несмотря на крупные франко-испанские осадные силы, которые в какой-то момент насчитывали около 33 000 человек, британский гарнизон под руководством губернатора Джорджа Огастеса Эллиота смог удержаться в крепости и трижды получал припасы, доставлявшиеся военно-морским конвоем. Франко-испанский флот адмирала Луиса де Кордовы-и-Кордовы не смог поддерживать жесткую блокаду вокруг Гибралтара и потерпел поражение от эскадры адмирала Джорджа Бриджеса Родни в битве у мыса Сент-Винсент 16 января 1780 года и от адмирала Ричарда Хау в сражении у мыса Спартель 20 октября 1782 г. Осада Гибралтара затянулась до 7 февраля 1783 года без особых результатов для осаждающих, которые в конце концов отступили.
Вторжение на Менорку франко-испанских войск под командованием Луи де Бальба де Бертона де Крильона, герцога Маона, было более успешным: после высадки 19 августа 1781 года осаждающим удалось захватить замок Сан-Фелипе. 5 февраля 1782 года была завершена оккупация острова.
9 августа 1780 года франко-испанский флот под командованием адмирала Кордова-и-Кордова сумел перехватить и уничтожить большой британский военно-морской конвой в водах между Азорскими островами и Кабо-де-Сан-Висенте, захватив более пятидесяти торговых судов противника.
В Северной Америке в сентябре 1779 года испанцы захватили форт Бьют и разгромили британские войска в бою при Батон-Руж (12-21 сентября), впоследствии добившись капитуляции форта Розали в Натчезе и форта Шарлотта в Мобиле в марте 1780 г. Начавшийся в Мексиканском заливе сильный ураган, рассеявший флот с подкреплениями, отплывшими из Гаваны, временно замедлил наступление испанцев на Флориду, которое, однако, возобновилось в марте 1781 года: осада Пенсаколы завершилась победой. Испанцы, овладевшие всей западной Флоридой, обеспечили южный путь снабжения американских повстанцев.
Испанскому гарнизону Луизианы также пришлось столкнуться с британским наступлением, начатым из верхней долины Миссисипи при поддержке союзных индейских племен: кульминацией действий стала битва при Сент-Луисе 25 мая 1780 года, закончившаяся победой испанских войск генерала Фернандо де Лейбы. Последующая испанская экспедиция в современный Иллинойс привела к оккупации форта Сент-Джозеф.
В Центральной Америке британская десантная экспедиция, отплывшая с Ямайки 3 февраля 1780 года, высадилась в устье реки Сан-Хуан (территория совр. Никарагуа) и 17 марта начали движение вверх по реке. Осада крепости Непорочного Зачатия в апреле закончилась успехом британцев, которые, однако, стали испытывать нехватку продовольствия. Одновременно обильные тропические дожди, обрушившимися на этот регион, вызвали болезни и повышенную смертность. В ноябре британские войска, ничего не добившись и потеряв 2500 человек, вынуждены были эвакуироваться.
На границах колонии Британский Гондурас после нескольких вторжений испанцев британский контингент под командованием генерала Уильяма Дэлримпла атаковал соседнюю испанскую колонию Гватемалу, но потерпел поражение в бою при Сан-Фернандо-де-Омоа 29 ноября 1779 года. В бою за Роатан 16 марта 1782 года испанцы снова разгромили британцев, но новая британская экспедиция с Ямайки в Никарагуа привела с апреля по август 1782 года к длительным боям вдоль Москитного берега при Черной реке, в конце которых войска испанского губернатора Матиаса де Гальвеса, опустошенные болезнями, были вынуждены отступить.
Некоторые незначительные действия произошли в Карибском море: в мае 1782 года испанские войска захватили британскую колонию Нассау на Багамах, но в апреле 1783 года остров был отбит британцами.
В мае 1782 года испанские войска захватили британскую колонию Нассау на Багамах, но в апреле 1783 года остров был отбит британцами.

## Результаты
Измученное поражениями, нанесенными американскими повстанцами, а также войной против Франции, Испании и Республики Соединённых провинций, королевство Великобритании, наконец, было вынуждено начать мирные переговоры, результатом которых стал Парижский мирный договор 3 сентября 1783 года. Из трех европейских стран, сражавшихся бок о бок с американцами, Испания получила наибольшую компенсацию, вернув Менорку и Флориду.
Война завершила длившееся столетие противостояние между двумя государствами за господство в Вест-Индии (1655—1783). Во время войны Испания покончила с английским каперством и пиратством в карибских водах. В карибском регионе за Британской империей остались Белиз, Ямайка и несколько мелких островков.